# 皇家馬略卡體育會
皇家馬略卡體育會（Real Club Deportivo Mallorca，西班牙語：[reˈal ˈkluβ ðepoɾˈtiβo maˈʎoɾka]，简称馬略卡）是一家位於西班牙馬略卡帕爾馬的足球俱乐部，成立於1916年3月5日，現時為西班牙足球甲級聯賽的球隊之一。球隊主場為馬略卡松莫什體育場。

## 球會歷史
皇家馬略卡成立於1916年，乃西班牙外島的球會，成立早期球會名稱是Junta Directiva del Alfonso XIII FBC，主場則是Buenos Aires。一年後球會改名作Real Sociedad Alfonso XIII，至1931年因為政治原因再改名作Club Deportivo Mallorca，於1949-50年度球季再加上「皇家」(Real)字眼。
1990-91年度球季，第一次晉身西班牙盃決賽，結果以一球不敵馬德里體育會，屈居亞軍。
1997-98年度球季，再次晉身西班牙盃決賽，射12碼敗給巴塞隆拿，再次屈居亞軍。不過，由於巴塞隆拿贏得西甲聯賽及西班牙盃「雙料冠軍」，皇家馬略卡遂獲得歐洲杯賽冠軍杯參賽資格，並且成功晉身決賽，以1比2不敵意甲球會拉素，只能屈居亞軍，這亦是球會在歐洲賽至今最佳成績。
皇家馬略卡1998-99年度獲得球會歷來最佳的西甲聯賽季軍，因此首次獲得歐聯參賽資格，惟在附加賽已被淘汰，無緣角逐分組賽。
2019年6月，上季才於西乙B級升級的皇家馬略卡體育會，於西乙附加賽決賽以三球擊敗了拉科魯尼亞，於闊別六年後再度重返西甲聯賽。

## 球會榮譽
- 西班牙國王盃
  - 冠軍（1次）：2002-03
  - 亞軍（2次）：1990-91, 1997-98
- 歐洲盃賽冠軍盃亞軍（1次）：1998-99
- 西班牙乙組足球聯賽冠軍（2次）：1959-60, 1964-65
- 西班牙超級盃冠軍（1次）：2002-03

## 著名球員
- 艾托奧
- 貝戈斯
- 李奧·法蘭高
- 馬克·尤利亞諾
- 卓斯坦
- 路易斯·加西亞
- 華拿朗
- 艾雲·甘保
- 米格爾·安赫爾·納達爾
- 李剛仁

## 外部連結
- 皇家馬略卡官方網站 （页面存档备份，存于）